# Fenómenos visuales de rayos cósmicos
Los fenómenos visuales de rayos cósmicos, o destellos de luz (LF, por sus siglas en inglés), también conocidos como Ojo de Astronauta, son destellos espontáneos de luz percibidos visualmente por algunos astronautas fuera de la magnetósfera de la Tierra, como durante el programa Apolo. Aunque los destellos pueden ser el resultado de fotones reales de luz visible percibidos por la retina, el destello que se discute aquí también podría pertenecer a los fosfenos, que son sensaciones de luz producidas por la activación de las neuronas a lo largo de la vía visual.

## Posibles causas
Los investigadores creen que el LF percibido específicamente por los astronautas en el espacio se debe a los rayos cósmicos (partículas cargadas de alta energía procedentes de más allá de la atmósfera terrestre), aunque se desconoce el mecanismo exacto. Las hipótesis incluyen la radiación Cherenkov creada cuando las partículas de los rayos cósmicos atraviesan el humor vítreo de los ojos de los astronautas, interacción directa con el nervio óptico, interacción directa con los centros visuales del cerebro, estimulación del receptor de la retina, y una interacción más general de la retina con la radiación.